# Haplogrup mitocondrial humà B
L'haplogrup mitocondrial humà B és un haplogrup humà que es distingeix per l'haplotip dels mitocondris.
L'haplogroup B es creu que va sorgir d'Àsia fa uns 60.000 anys. És un descendent de l'haplogrup R.
Es troba estès per l'Àsia moderna. El seu subclade B2 és un dels cinc haplogrups trobats entre els nadius americans, essent els altres l'A, el C, el D i l'X.
Crida l'atenció que aquest haplogrup no aparegui al nord de Sibèria quan els models de migració a Amèrica fan passar la població per l'Estret de Bering. És l'únic haplogrup americà que no es troba a les dues ribes de l'estret. Tot i així, sí que s'ha trobat entre els habitants del sud de Sibèria com els tuvans, els altais i els buriats. Aquest haplogrup també es troba entre els mongols, tibetans, coreans, japonesos, poblacions de la Xina central, Taiwan, Indonèsia, la Polinèsia i la Micronèsia.
En el popular llibre The Seven Daughters of Eve, Bryan Sykes anomena Ina a l'originador d'aquest haplogrup.